# Mmadinare
Mmadinare is een dorp in het district Central in Botswana. De plaats telt 12086 inwoners (2011).